# Señor grande de Ameca
El Señor Grande es una hermosa escultura de Cristo crucificado hecha de pasta de caña de maíz. Mide casi dos metros de altura desde los pies a la cabeza. Su cuerpo y cara llenos de múltiples heridas sangrantes, rematando con el costado abierto. Actualmente se encuentra en el nicho principal de la parroquia de Santiago Apóstol en la ciudad de Ameca, Jalisco.

## Cronología histórica
En 1529, se levantó en el centro del poblado de Ameca un humilde Templo Católico de paredes de adobe y techo de zacate para celebrar los actos litúrgicos. Los sacerdotes Santiago Gómez y Pedro Bejarano desde 1570 recibieron el encargo de dirigir la comunidad parroquial y antes de 1600, trajeron la imagen del Señor Grande, que adquirieron con los treinta pesos que reunieron de las ofrendas de los fieles, que era lo que costaba la hechura he dicho Cristo. La hechura constaba de una imagen grande de un Cristo michoacano, que fue elaborado en el taller que los señores Luis y Matías de la Cerda tenían en Pátzcuaro, Michoacán, en este mismo taller se elaboró la imagen de la Virgen de Zapopan.
El 9 de marzo de 1679, llegó a la parroquia de Santiago Apóstol de Ameca el señor obispo de Guadalajara Don Juan Santiago de León Garabito para hacer la visita pastoral a esa comunidad cristiana y en el acta, escrito en las últimas hojas del libro de bautismos No. 1 se lee este hecho: El señor obispo afirma que en el altar mayor del Templo, entre seis lienzos de pincel de pinturas de santos se encuentra en una urna un Santo Cristo Grande muy devoto.
Después del humilde Templo de techo de zacate se edificó un Templo de tres naves que por ser insuficiente se demolió para dejar lugar al actual, que fue construido entre 1723 y 1770, aproximadamente.
En 1755 siendo párroco de Ameca el sacerdote Juan Antonio Dávalos originario de este valle, visitó al pueblo de Ameca el Sr. Obispo de Guadalajara Fray Francisco de San Buenaventura Martínez de Tejada y reconoció la gran devoción de los vecinos al Santo Cristo y concedió especiales indulgencias a los que hicieran oración ante la imagen de Cristo, venerado en el templo parroquial.
El 25 de octubre de 1798, murió el sacerdote Juan Antonio Dávalos y en el testamento escrito que se guarda en el archivo parroquial, ordenó que con sus bienes de la hacienda de Don Martín se cubrieran los gastos de la celebración de la Santa Misa todos los viernes en honor al Santo Cristo del Altar Mayor de la parroquia de Ameca, y que se nombrara un sacerdote Capellán especialmente encargado de cuidar el culto del Señor Crucificado.
Todas las generaciones de amequenses han tributado especial Homenaje al Señor Grande y han aportado sus ofrendas para el mantenimiento y decoración del Templo parroquial. En 1932, angustiados por el fuerte temblor de tierra que se sintió en la región, el párroco Don Donaciano Ruvalcaba y muchos feligreses solemnemente juraron al Señor Grande como protector especialísimo en las calamidades públicas y prometieron no abandonar jamás la religión católica.
El 16 de julio de 1948, por manos del Sr. Cardenal José Garibi Rivera en grandiosa celebración, Ameca le ofreció al Señor Grande una hermosa corona de metal precioso como prueba de su amor y gratitud.
El 14 de mayo de 1982, los fervorosos devotos por el ministerio del Sr. Arzobispo el Cardenal Dr. Don José Salazar López, nacido en Ameca el 12 de enero de 1910, le pudieron presentar ya terminado el nuevo retablo de labrada cantera y artísticamente dorado, asimismo en ese memorable día se consagró el altar mayor que luce actualmente en la parroquia de Ameca. Actualmente, se celebra al Santo Cristo en la solemnidad del domingo de la Asención del Señor.

## Actualidad
El Señor Grande de Ameca aún sigue atrayendo múltiples peregrinaciones y fieles. Gracias a la concurrencia que tiene la parroquia de Ameca, por la imagen del bendito Cristo, la parroquia ha sido lugar para ganar indulgencias plenarias durante el Jubileo del año 2000 y recientemente durante el año paulino 2008-2009.

## Festividad
10 días antes del Domingo de la Ascensión del Señor, se llevan a cabo las fiestas patronales en honor al Señor Grande, en la Parroquia de Santiago Apóstol, de Ameca, Jalisco. Durante esos 10 días se llevan a cabo misas, peregrinaciones, eventos culturales, verbenas y antojitos mexicanos, ofrendas de pólvora, etc. Es durante esas celebraciones que 'Los Hijos Ausentes' de Ameca, regresan por un tiempo para agradecerle a su Señor las bendiciones recibidas. En 1945, se presenta la primera peregrinación de Hijos Ausentes, por parte de los amequenses radicados en Guadalajara. Iniciativa encabezada entre otros por: Clemente Castañeda, Daniel González Velasco, Antonio Molina Valerio y Rosa María Salazar Santillán. Hoy congrega a miles de devotos de toda la región. Hay también peregrinaciones procedentes de Guadalajara, y Tala, Jalisco, además de las múltiples peregrinaciones de las más de treinta comunidades anexas a la ciudad de Ameca. Desde 2013, han acudido peregrinaciones del estado de Colima de los municipios de Villa de Álvarez, Manzanillo, La Esperanza, Coquimatlán, El Trapiche y Colima. En estos municipios se les presta una réplica del Señor Grande de Ameca, donde peregrina todo el año, lo anterior  lo llevan a cabo la Familia Núñez Alcaraz conformada por el amequense, el Sr. Emilio Armando Núñez Cruz y la manzanillense la Sra María Eugenia Alcaraz Mejía. Ambos esposos le prometieron al Señor Grande de Ameca darlo a conocer  en ese Estado, ya que ellos recibieron un gran favor para un hijo.
- Datos: Q6126652